# Nordic Wood Industries
Nordic Wood Industries A/S er en dansk producent og leverandører af træbaserede materialer og præfabrikation til byggeri i Danmark og i Nordeuropa. Virksomheden har en længere historie, med produktion af spær på flere danske spærfabrikker. I 2016 fik virksomheden en ny struktur med moderselskabet Nordic Wood Industries og en række datterselskaber. I blandt de væsentligste datterselskaber er: Spærproducenten Palsgaard Spær, limtræproducenten Lilleheden, modulbyggevirksomheden Scandi Byg og tyske Skandach Holzindustrie. 
Nordic Wood Industries har ca. 450 ansatte med hovedkvarter i Hampen i Ikast-Brande Kommune. Deres årsomsætning var i 2023 på 696 mio. danske kroner.